# Podraczynie
Podraczynie – zniesiona nazwa części wsi Dąbrowa w Polsce położona w województwie mazowieckim, w powiecie siedleckim, w gminie Przesmyki, obecnie niestandaryzowana nazwa części wsi Dąbrowa.
Podraczynie ma status sołectwa.
W latach 1975–1998 miejscowość administracyjnie należała do województwa siedleckiego.